# 荒井建三
荒井 建三（あらい けんぞう、1873年〈明治6年〉9月15日 - 1956年〈昭和31年〉7月22日）は、日本の実業家、政治家。衆議院議員（1期）。旧姓・正村。

## 経歴
新川県射水郡高岡町源平町（現富山県高岡市）で、実業家・正村義平の三男として生まれ、1887年（明治20年）実業家・荒井荘蔵の養子となる。富山県尋常中学校（現富山県立富山高等学校）を経て、1897年（明治30年）専修大学卒。高岡市参事会員、富山県議、同議長、高岡商業会議所会頭、高岡紡績(株)常務取締役、高岡銀行、高岡商業銀行、高岡電燈、山又機業、オリエンタル写真工業各(株)取締役、北陸信託(株)、高岡信用組合各社長、日本米穀(株)高岡市場参与となる。
1924年（大正13年）第15回衆議院議員総選挙において富山2区から憲政会公認で立候補して当選した。衆議院議員を1期務めた。1928年（昭和3年）第16回衆議院議員総選挙には立候補しなかった。1956年死去。